# Koordinační kalkulačka
Koordinační kalkulačka je automatický výpočetní nástroj určený k indikativnímu určení rádiové bilance při umísťování rádiových spojů a stanic v mikrovlnných pásmech rádiového spektra. Funkce kalkulačky je založena na základních postupech koordinace rádiových stanic, využití mapových podkladů GIS a znalosti umístění a parametrů všech rádiových zařízení, která se v dané oblasti nacházejí. Nástroj je veřejně dostupný přes internet a využívají jej bezplatně přímo provozovatelé stanic na principu samoregulace k zajištění nerušeného provozu svých zařízení. Na rozdíl od koordinace prováděné institucionálně (obvykle správcem spektra, regulátorem) má výsledek provedený Koordinační kalkulačkou nižší očekávanou garanci spolehlivého výsledku, nicméně je proveden během několika sekund oproti tradičním správním postupům, které trvají dny nebo týdny.
Koordinační kalkulačku první generace veřejně spustil 15. ledna 2020 Český telekomunikační úřad na webové aplikaci pro účely registrace vysílacích stanic dvou různých technologií sdílejících pásmo 57-66 GHz. Princip je blízký konceptu Dynamického přístupu ke spektru (DSA, Dynamic Spectrum Access), který umožňuje decentralizovanou koordinaci uživatelů spektra v reálném čase. Představitelem pokročilého nasazení DSA je například americký systém CBRS.